# Прудіус Владислав Миколайович
Прудіус Владислав Миколайович (*22 червня 1973, Ромни) — колишній український футболіст, півзахисник збірної України.

## Біографія
Народився в Ромнах.
Розпочав футбольну кар'єру у 1991 році в команді «Маяк» (Харків), яка в наступному сезоні, змінила свою назву на «Олімпік» (Харків). У 1992 році був запрошений в «Металіст» (Харків), з якого в наступному сезоні перейшов в «Динамо» (Київ), де став у 1994 році чемпіоном України.
Згодом надійшла трансферна пропозиція від одного з шотландських клубів, але «Динамо» підвищила ціну і перехід не відбувся. Через це, у результаті конфлікту з тренером, перейшов до «ЦСКА-Борисфен». У 1996 році переїхав до Росії, де протягом шести сезонів був футболістом «Ростсельмаша». Через конфлікт з тренером Анатолієм Байдачним у 2001 році покинув клуб і перейшов у «Локомотив» (Нижній Новгород). За наступні кілька сезонів футболіст змінив ряд клубів Росії, проте в жодному так і не заграв. У 2004 році повернувся в Україну, де став захищати кольори «Ворскли» (Полтава), але також не зміг заграти. Закінчив кар'єру у 2005 році в «Балтиці».

### Збірна
Захищав кольори молодіжної збірної України.
Дебютував в національній збірній Україні 16 жовтня 1993 року в товариському матчі проти збірної США, який завершився перемогою 2-1, а Прудіус вийшов на 80 хвилині. Всього провів 3 гри.

### Кар'єра тренера
З 2006 року він працює дитячим тренером в «Ростові».

## Досягнення
- Чемпіон України: 1994